# Éthique de la sollicitude

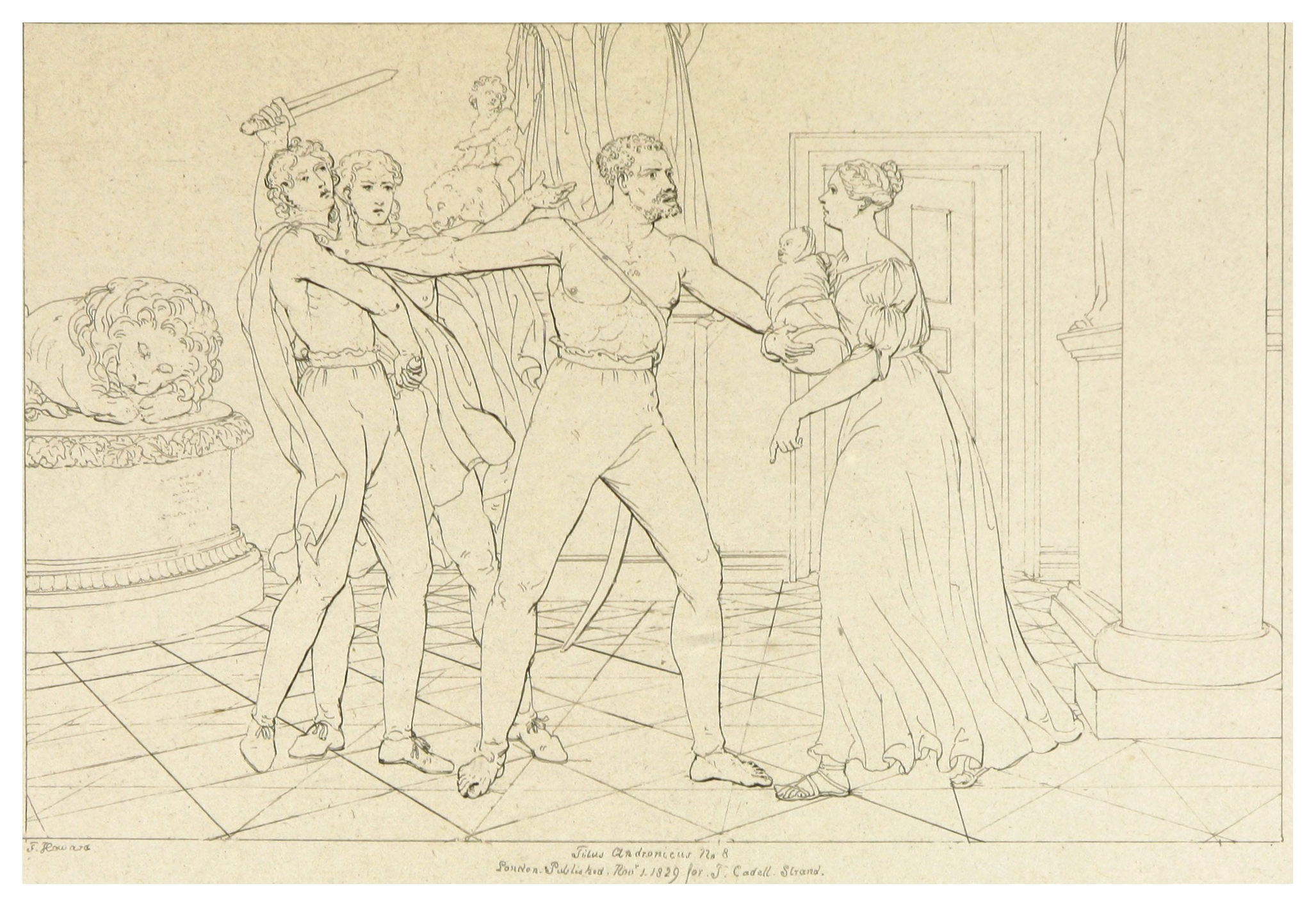
Selon Katarzyna Burzyńska, le personnage de la nourrice dans Titus Andronicus illustre la manière dont le travail de care est objet de mépris dans la société patriarcale – mépris contre lequel se sont amorcées les réflexions féministes sur l'éthique de la sollicitude.

Ne doit pas être confondu avec la fraternité ou la sororité qui évoquent une solidarité plus universelle et abstraite entre les membres d'une communauté tandis que l'éthique du care met l'accent sur la responsabilité et l'attention aux besoins individuels et contextuels.
L'éthique de la sollicitude, plus souvent appelée éthique du care (de l'anglais ethics of care), est un courant de la philosophie morale contemporaine fondé par Carol Gilligan, qui se rattache au féminisme. La « sollicitude » est employée dans ce courant selon une acception particulière, qui regroupe un ensemble de sens : attention aux autres, soin, responsabilité, prévenance, entraide, prise en compte des besoins, des relations et des situations particulières, travail et accent sur la vulnérabilité et la dépendance des personnes concrètes.
L'éthique du care place au cœur de sa réflexion l'effet de nos choix et actions au quotidien, par opposition à des théories abstraites de la justice, élaborées à partir de principes. À l'origine, Carol Gilligan, collègue de Lawrence Kohlberg, critique son échelle de développement moral. En tentant de comprendre pourquoi les femmes ont tendance à se situer dans les stades inférieurs de cette échelle, elle développe une réflexion qui mène à l'éthique du care. De plus, les travaux du care sont largement attribués aux femmes dans la famille et la société, tout en étant marginalisés et dévalorisés. Gilligan veut redonner une importance et une considération à ces travaux à partir de son livre fondateur Une voix différente, paru en 1982.

## Origine
Plutôt que d'attribuer la tendance apparente du retard moral des filles à une construction sociale patriarcale du genre féminin, Carol Gilligan enquête sur les discours moraux des jeunes filles pour découvrir une singularité qui aurait échappé à la classification de Kohlberg. C'est ainsi qu'elle conçut la notion de sollicitude : un souci éthique situé, enraciné dans la complexité du contexte et fondé sur la délibération, le soin et la conservation de la relation avec autrui. En effet, comme l'indique le titre de son essai fondateur, In a Different Voice, la parole et la relation sont au cœur de cette éthique qui ne saurait se réduire à un ensemble de préceptes abstraits applicables en toutes circonstances. Pour la psychologue, l'éthique de la sollicitude, enracinée dans les situations singulières, est complémentaire de l'éthique plus classique, détachée, de Kohlberg.
Plus encore, pour Nel Noddings, philosophe de l'éthique de la sollicitude, les éthiques classiques sont résolument insuffisantes pour faire face aux problèmes réels car elles se fondent sur une définition de l'être humain qui favorise indûment les valeurs du « sexe fort » : tous et toutes doivent reconnaître leur dépendance vis-à-vis d'autrui et la centralité éthique du soin et du cœur dans l'existence en société.

## Définitions

### Étymologie et traduction decare
Le mot « sollicitude » est généralement employé comme équivalent du mot anglais « care ». Ce dernier était employé dans les premiers travaux français sur le sujet, avant que l'équivalent consensuel « sollicitude » ait été consacré par l'usage. Le mot « care », très courant en anglais, est à la fois un verbe qui signifie « s’occuper de », « faire attention », « prendre soin », « se soucier de » et un substantif qui pourrait selon les contextes être rendu en français par « soins », « attention », « concernement ». Les difficultés à traduire le care contribuent au maintien de l'expression anglaise dans plusieurs œuvres francophones et sont fréquemment discutées.

### Notions
Le mot « care » est parfois traduit par « sollicitude ». Mais cette traduction est contestée par les spécialistes comme Sandra Laugier et Patricia Paperman, car le sens de sollicitude selon elles ne rend pas assez compte de la dimension de travail dans le care. De même, elles refusent de traduire par « soin » pour ne pas réduire le care à une activité de la sphère privée à destination de certains types de personnes comme les malades ou les handicapés.

« Le care désigne l’ensemble des gestes et des paroles essentielles visant le maintien de la vie et de la dignité des personnes, bien au-delà des seuls soins de santé. Il renvoie autant à la disposition des individus – la sollicitude, l’attention à autrui – qu’aux activités de soin – laver, panser, réconforter, etc. –, en prenant en compte à la fois la personne qui aide et celle qui reçoit cette aide, ainsi que le contexte social et économique dans lequel se noue cette relation. »

Le domaine des activités correspondant au care n'est évidemment pas nouveau, mais sa conceptualisation par les regards croisés des psychologues, sociologues, philosophes ou professeurs de sciences politiques, et sa valorisation dans l'univers politique sont un phénomène plus récent. L'énoncé d'une nouvelle formulation des liens d'interdépendance et de caring existant entre les individus invite à une nouvelle manière d'objectiver l'organisation[pas clair] de la société.

## Valeurs morales de l'éthique de la sollicitude
Les considérations sur l'éthique de la sollicitude sont par conséquent devenues des prises de position politiques relatives à la « Société du soin » et à l'ensemble des aides et soins apportés en réponse concrète aux besoins des autres, dans des économies formelles ou informelles. Il constate qu'à la maison, au sein des institutions sociales ou à travers les mécanismes de marché, des valeurs de prévenance, responsabilité, attention éducative, compassion, attention aux besoins des autres sont traditionnellement associées aux femmes.
Cette éthique féministe met au centre de l’expérience morale la dépendance et le souci de l’autre, plutôt que la liberté et le détachement. Ceci la place en opposition avec les conceptions kantiennes et rationalistes de la moralité. Loin d’être des entités séparées, les individus dépendent des autres pour la satisfaction de besoins vitaux, ce tout au long de leur vie, même s’ils sont davantage vulnérables à certains moments comme lors de la jeune enfance ou en situation de maladie,. Cette éthique part du quotidien, elle ne cherche pas seulement l'action correcte mais aussi le sentiment juste. Elle montre que les sentiments moraux des subalternes en général et des femmes en particulier sont des ressources morales ignorées. Les théoriciennes du care soulignent l'importance de la justice et l’éthique la responsabilité à l’égard des personnes dépendantes et vulnérables, ainsi que le fait de prendre soin des autres.
Les valeurs morales de soin, d'attention à autrui, de sollicitude se trouvent souvent identifiées de prime abord par le sens commun comme étant spécifiquement féminines. L’éthique du care critique l'idée que certains traits de caractère typiquement associés aux femmes leur seraient naturels : compassion, souci de l’autre, dévouement, oubli de soi. Ces dispositions et attitudes ne sont pas propres aux femmes, mais socialement et culturellement distribuées.
Pour appréhender ces valeurs de soin, Arlie Russell Hochschild, sociologue américaine, a proposé la notion de « capitalisme émotionnel ». Le capitalisme est une économie qui n'est pas seulement parcourue par des biens et des services, mais aussi par des émotions, intriquées dans le mercantile. La commercialisation déborde dans l'intime. La façon dont nous exprimons du souci pour les autres est corrélée avec l'emprise culturelle du marché. Par exemple, nous voulons des chiens pour avoir un modèle de tendresse, mais si nous n'avons pas de temps pour nous en occuper, nous payons des gens pour leur faire faire leur promenade. La relation avec nos animaux de compagnie correspond à notre bon plaisir et les sentiments que nous entretenons à leur égard dépendent de nos revenus.
Dans cette perspective, l'éthique de la sollicitude peut et doit concerner chacun dans la mesure où chacun est ou peut devenir un « aidant ». Parmi les acteurs concernés par l'éthique de la sollicitude on trouve les aidants informels (également dits aidants familiaux ou aidants naturels), mais également les professionnels. Il s'agit par exemple des professionnels du secteur social ou médico-social considérés selon les relations établies entre les bénéficiaires et les dispensateurs de soins, d'aide sociale, d'accompagnement éducatif ou thérapeutique, d'aide à l'insertion, d'accueil des demandeurs d'asile, d'aide sociale à l'enfance, d'accompagnement des personnes handicapées ou dépendantes.
Ainsi, l'éthique de la sollicitude peut être comprise comme une phénoménologie du rapport de soin, d'attention, de sollicitude entre soignants et soignés, aidants et aidés.[réf. nécessaire] L'étude de cette relation mérite d'être réalisée selon différents angles d'analyse. Le corpus relatif à l'éthique de la sollicitude traite de problématiques de philosophie, de sociologie, de politique (un modèle d'organisation de société à projeter), de gender studies, d'économie (par exemple sur la vente de service de soins et d'aide aux personnes vulnérables ou sur la coproduction de l'aide au domicile entre aidants professionnels et informels).

## Histoire
L'éthique du care arrive en France en 2010 et est d'abord travaillée par des philosophes (Sandra Laugier, Pascale Molinier, etc.) s'inscrivant dans des problématiques centrées sur l'éthique,. Le courant commence à être mentionné dans la politique française par Martine Aubry.
Plus récemment, des sociologues, dont Serge Guérin, ont inscrit le care dans le débat public dans une perspective plus opérationnelle en matière d'action sociale et de revalorisation des métiers du care mais aussi de projet politique. Dans cette perspective de soutien et de prendre soin, le sociologue Serge Guérin, qui dirige Réciproques, la revue de recherche sur la proximologie, établit un lien entre l'approche par le care et le domaine de la proximologie, qui se centre sur les enjeux de l'aide aux aidants. La notion d'accompagnement ou d'accompagnement bienveillant propose une approche plus large et plus politique du care. Elle l'éloigne du soin pour l'inscrire plus fortement dans le champ social et met en avant le rôle de l'aidant comme de l'aidé.
En 2019, la revue Clio fait paraître le numéro « Travail de care », coordonné par les historiennes Anne Hugon, Clyde Plumauzille et Mathilde Rossigneux-Méheust, afin de mettre à l’épreuve cette notion dans le champ de l’histoire et d’apprécier les domaines de l’activité humaine et les dynamiques sociales et sexuées du passé qu’elle invite à questionner, notamment le temps long du travail subalterne de soin et de service, largement féminin,.
Avec un collectif de personnalités, dont l'ancienne ministre Paulette Guinchard, Serge Guérin a lancé l'Appel pour l'équité en faveur des aidants, qui entend faire prendre conscience de l'importance des dix millions d'aidants qui représentent une économie de 164 milliards d'euros pour la collectivité. L'appel insiste sur la nécessité d'ouvrir des droits spécifiques en matière de prévention santé et de maintien de droits sociaux pour les aidants bénévoles.
Paulette Guinchard, ancienne secrétaire d'État aux personnes âgées, pose explicitement la question : « Dans nos sociétés où la crédibilité de l'action politique est remise en cause, l'éthique du care, de la sollicitude débordant de la sphère privée du soin, peut-elle être un nouveau moteur pour un projet politique, pour un projet de société ? »
Les débats autour du care ou de l'état accompagnant, sont ainsi portés au sein du Parti socialiste et de la mouvance de l'écologie politique pour tenter de dépasser la seule critique de l'État providence. Un courant d'auteurs voit le care comme le moyen de répondre à la crise de l'État providence et de dépasser la social-démocratie.
D’autres critiquent la déresponsabilisation étatique, en rapport avec la capacité de l’État-providence à prendre en charge les personnes vulnérables. Les familles seraient prises dans une situation de dépendance dans l'assistance. Les travaux sur le care soulignent l'idée que la responsabilité du soin aux autres revient le plus souvent à certaines catégories sociales (les femmes, les groupes les plus démunis comme les personnes immigrantes ou les pauvres). Au sein de l'administration, l'idée commence aussi à infuser par le haut. Ainsi, en 2011, l'économiste et Présidente du Conseil Scientifique du Caisse Nationale de Solidarité pour l'Autonomie (CNSA), M.-E. Joël, met en avant le rôle prépondérant des femmes dans l'accompagnement de la dépendance, qu'elles soient aidantes ou professionnelles. Elle évoque également l'engagement plus militant des Anglais ou des Canadiens qui cherchent à répartir plus équitablement la charge entre les hommes et les femmes.

## Théoriciennes d'une éthique ducareet réception en France

### Francesca Cancian
« La définition du Care avec laquelle je travaille est : une combinaison de sentiments d'affection et de responsabilité, accompagnés d'actions qui subviennent aux besoins ou au bien-être d'un individu dans une interaction en face-à-face. »

### Carol Gilligan
Le livre de Carol Gilligan, Une voix différente fait d'abord date dans le domaine des études féministes pour son interprétation des différences empiriques entre les conduites morales des hommes et des femmes,.

« Celles-ci sont beaucoup plus investies dans les relations de soin qui les attachent à autrui, alors que les hommes portent plus d'intérêt à la construction individuelle et font davantage place à la compétition. Ils accordent ainsi de l'importance aux règles qui permettent une distance affective avec les autres. Ces caractéristiques produisent des résolutions différentes des problèmes moraux. Les hommes déploient des solutions plus neutres, fondées sur des règles de justice. Les femmes font l'expérience des conflits de responsabilité, qu'elles cherchent à résoudre de manière plus relationnelle »

— Bertrand Hériard Dubreuil.
Cette éthique est exprimée en général par une voix féminine. Elle cherche le rôle des émotions dans la vie ordinaire. Les services à la personne (voir par exemple Services à la personne en France) donnent à ces émotions un caractère économique. Il s'agit de travailler ce que son intime conviction, parallèlement à la recherche de revenus, commande de faire pour aider les autres à vivre.

### Joan Tronto
Pour Joan Tronto, la sollicitude ne doit pas s'en tenir seulement à une attitude morale : elle considère le sens social d'une activité de soins, pourtant mal rémunérée et peu considérée, alors qu'elle constitue un rouage essentiel de la société de marché. Dans son ouvrage Un monde vulnérable elle appelle à dénouer la crise des professions de soins pourtant vouées à créer de plus en plus d'emplois. Elle appelle à professionnaliser les conduites liées à la sollicitude et au soin. « Care is burden » dit-elle : ce fardeau doit être partagé entre hommes et femmes. Apporter une réponse concrète aux besoins des autres ne relève pas d'une préoccupation spécifiquement féminine mais pose une question d'organisation politique fondamentale recoupant l'expérience quotidienne de chacun. Ce repositionnement est au cœur par exemple du mouvement des malades engagés dans la lutte contre le sida, impulsant un changement de la place des patients dans le processus de soin.
Avec Berenice Fisher, elle distingue le fait de se soucier de quelqu'un ou quelque chose (caring about) de prendre soin de quelqu'un (« caring for »), de soigner quelqu'un (« care giving »), d'être l'objet du soin (« care receiving »).
Pour elle, se soucier de quelqu'un implique un besoin de sollicitude. D'où la qualité morale spécifique de l'attention à l'autre, qui consiste à reconnaître ce dont il a besoin. Prendre soin suppose la responsabilité du travail de sollicitude qu'il faut accomplir. Le fait de soigner, travail concret de la sollicitude, suppose la qualité morale de la compétence, non pas comprise comme une compétence technique, mais bien comme une qualité morale. Être objet du soin est la réponse de la personne dont on a pris soin.
Joan Tronto propose une véritable vision politique en suggérant qu'à partir de la théorie du care le monde ne soit plus vu comme un ensemble d'individus poursuivant des fins rationnelles et un projet de vie (tel que le présenterait le libéralisme), mais comme un ensemble de personnes prises dans des réseaux de care et engagées à répondre aux besoins de care qui les entourent. Ce n'est pas pour elle dire que toute activité mondaine est due au care mais que beaucoup d'activités sont prises dans le souci des autres. Et les activités en rapport avec le care sont emboîtées avec d'autres activités et contribuent éventuellement à la réalisation d'autres fins.
En 1990, Joan Tronto définit avec Berenice Fisher le care ainsi : « une activité caractéristique de l'espèce humaine qui inclut tout ce que nous faisons en vue de maintenir, de continuer ou de réparer notre "monde" de telle sorte que nous puissions y vivre aussi bien que possible. Ce monde inclut nos corps, nos individualités, (selves) et notre environnement, que nous cherchons à tisser ensemble dans un maillage complexe qui soutient la vie. »

### Jean Watson
Jean Watson développe le concept de care ou caring traduit comme « le prendre soin ». Elle pointe le fait que le soignant prodigue le soin infirmier dans la plus totale congruence avec la personne rencontrée suivant son système de représentations, et non à l'encontre de celui-ci. Cela implique que le soignant adopte une attitude empathique vis-à-vis de la personne rencontrée. Le « prendre soin » s'étend à la capacité de s'occuper d'autrui et de lui porter attention.
Ce schéma est illustré par Suzanne Kérouac dans sa définition du rôle infirmier : « le rôle de l'infirmier [et des soins infirmiers] est de soigner une personne qui, en interaction continue avec son environnement, vit des expériences de santé ».
Les idées des auteures américaines (Carol Gilligan, Joan Tronto) à l'origine du concept, repris ensuite, au moins implicitement, par le philosophe Alasdair MacIntyre.

## Applications

### Éthique et politique: apparition duCaredans le débat public
Pour Sandra Laugier, le care est une « politique de l'ordinaire », qui renvoie à « une réalité ordinaire : le fait que des gens s'occupent des autres, s'en soucient et ainsi veillent au fonctionnement courant du monde ». Elle formule ainsi l'intrusion du care dans le monde politique : « l'éthique, comme politique de l'ordinaire ». Dans cette perspective, le sociologue Serge Guérin fait le lien entre le care et l'écologie politique, au sens où l'écologie nécessite une pratique du prendre soin des humains comme de la terre.
Pour Joan Tronto, il faut élargir la prise de conscience de l'importance du care et le démocratiser, au sens de généraliser et répartir plus largement la responsabilité du care. C'est en soi un projet politique car le care comme bien d'autres aspects de la vie humaine, tire bénéfice d'être accompli par le plus grand nombre. Parce que le care est bénéfique, il doit être démocratisé. Il est d'autant meilleur qu'il est démocratisé. En cessant d'appartenir à la seule éthique féminine, le care devient un projet politique.
Cependant, la part du temps consacré par les femmes aux travaux domestiques, et la part des femmes dans la population travaillant dans les soins et l'accompagnement social dans le système social, médico-social et sanitaire sont plus importantes que celles des hommes :  
Par exemple, en Pays basque espagnol, 90,7 % des femmes réalisent une activité en relation avec le travail domestique dans une journée moyenne, contre 65,6 % pour les hommes. De même, dans une étude de l'INSEE sur les associations d'aides à domicile dans l'Aquitaine, la Bretagne, les Pays de la Loire et Poitou-Charentes, 98 % des aides à domicile sont des femmes. Ces professionnels assurent l’assistance aux familles, aux handicapés et aux personnes âgées ainsi que le portage de repas. Au 31 décembre 2000, la part des emplois féminins est de 67 % dans les associations qui gèrent des foyers d’accueil pour adultes ou enfants handicapés sur les mêmes régions. Toujours pour les mêmes régions, les femmes représentent 97% du personnel chargé des enfants dans les crèches et halte-garderie. Chez les salariés employés par l'Éducation nationale en Bretagne, les femmes occupent 95,1% des emplois du secteur santé, social (infirmières, assistantes sociales...). Enfin, de manière plus générale, l'INSEE estime que les femmes représentent 74,9% des emplois dans les secteurs santé-action sociale éducation.
Il apparaît donc que, sur le marché du travail comme au domicile, les activités de caring restent largement dans les faits réalisées par et sous la responsabilité des femmes. Or, on voit ici la révolution que le projet politique de démocratisation du care devrait accomplir en dé-genrant les activités de Caring. Autrement dit, pour accomplir un passage de la définition donnée par Fransesca Cancian sur le care (qui intègre les notions de « sentiment d'affection » et de « responsabilité » propre à caractériser un sentiment féminin qui serait à l'origine de la prise de responsabilité du Care) à celle donnée par Joan Tronto (qui généralise à l'« espèce humaine », et décrit un processus de care moins psychologisé, plus proche de la notion de politique de l'ordinaire), un processus de laïcisation du care doit s'opérer. Une fois ce changement opéré, le care n'est plus perçu comme la qualité d'un genre, mais il devient une prédisposition également répartie entre les individus, et un mode d'organisation de la société. Pour Serge Guérin, le care est un féminisme actif, au sens où l'ensemble des êtres humains doivent développer une approche d'attention bienveillante à l'autre. Aux hommes de s'inscrire dans cette perspective nécessaire.
Par ailleurs les travaux d'Arlie Russell Hochschild repèrent et comptent les transferts de soins dans les échanges globalisés. Dans son essai Love and Gold, elle décrit comment de nombreux « immigrants care workers » du Sud quittent leurs familles pour s'occuper des vieillards du Nord.
Emmanuel Langlois explique comment les routines scientifiques ont intégré des protocoles compassionnels depuis leur remise en cause par l'histoire du SIDA. « Le care est un marché avec de nombreux débouchés dans la petite enfance, la dépendance (malades et personnes âgées). » Il pointe également plusieurs contradictions. Les autorités risquent de sous-traiter le care aux proches et les professionnels de proximité peuvent être tentés de se dégager de leur responsabilité morale. Il peut y avoir un « versant noir » : si le care devient une compétence professionnelle, la narration de la souffrance devient symétriquement une compétence des exclus et des personnes en situation de vulnérabilité. Pour autant « la vulnérabilité est le propre de tout homme, égalité fondamentale devant la souffrance et la mort, elle fonde une éthique.
La politisation de la notion de care a attiré l'attention sur le fait que la solidarité des États-providence, construite pour partie sur la base économique de prélèvements obligatoires redistribués (sécurité sociale en France), est portée sur le terrain majoritairement par les femmes : de 65 à 98 % selon les secteurs. La pandémie de Covid-19 a contribué à remettre au premier plan ces inégalités.

### En recherche
L’éthique du care trouve une application dans le monde de la recherche. Il s’agit moins d’un « objet » d’étude que d'une manière d’étudier des réalités variées : travail domestique,, travail émotionnel, prise en charge de la vieillesse, politiques d'assistances. Elle est aussi une éthique du regard et de l'attention. Par exemple, on peut déplacer l’attention portée de la médecine vers les activités domestiques et quotidiennes, des savoirs scientifiques et techniques vers les savoir-faire plus discrets, mais qui demandent tout de même un apprentissage, de l’intelligence et de la créativité.